# Listă de regizori de film - Q
|  | Liste alfabetice de regizori de film A - B - C - D - E - F - G - H - I - J - K - L - M - N - O - P - Q - R - S - T - U - V - W - X - Y - Z |

| - Benjamin Quabeck (* 1977) - Richard Quesada | - Richard Quine (1920 - 1989) | - Anthony Quinn |

### Vedeți și
- Listă de actori - Q
- Listă de actrițe - Q